# Lucky Star (manga)
|  | Per a altres significats, vegeu «Lucky star (desambiguació)». |

Lucky ☆ Star (らき☆すた, ‘Raki ☆ Suta’, de l'anglès, lit. Estrella Afortunada) és un manga de tires còmiques estil Yonkoma dibuixat per Kagami Yoshimizu des del 2004. A partir del 8 d'abril del 2007 començà l'anime per Chiba TV.

## Argument
Lucky ☆ Star narra la història d'un grup de quatre estudiants de primer curs amb un to humorístic, la història està situada a la ciutat de Kasukabe a la Prefectura de Saitama. La protagonista és Konata Izumi, una al·lota atlètica i forta que no està a cap club d'esport pel seu amor als mangues, animes i videojocs, a més té tres amigues més: Kagami Hiiragi, Tsukasa Hiiragi, i Miyuki Takara que juntes formen els personatges principals de la història. En el transcurs de la història, els personatges passen pel segon i tercer curs de l'institut.

## Personatges
Konata Izumi (泉 こなた, Izumi Konata)
Seiyū: Ryō Hirohashi (CD drama), Aya Hirano (anime) 
Konata o com l'anomenen les seves amigues "Kona-chan" s'avorreix fàcilment quan alguna cosa no l'interessa. Encara que és una al·lota bastant intel·ligent, odia estudiar i és una gran aficionada a "estudiar la nit abans de l'examen", per això les seves notes encara que són bones (quasi les mateixes que na Kagami) podrien ésser-ho molt més. Li encanten els videojocs de qualsevol tipus fins a arribar al punt de competir amb na Kagami a jocs d'intel·ligència, els seus favorits però són els jocs de rol per Internet. A més dels videojocs li encanten els animes i els mangues i sovint assisteix a conferències d'aquest tipus.
Com que gasta molts de diners en comprar jocs i Dōjinshi, Konata necessità aconseguir una feina a temps parcial en una cafeteria cosplay. Referent als jocs online Konata utilitza un personatge masculí dins els jocs i a més està casat amb un altre personatge, sol jugar fins a altes hores de la nit pel que a dins classe s'adorm i la seva professora Nanako sol renyar-la per això (la seva professora és companya seva a dins el joc i sovint queden per jugar juntes online).
Tsukasa Hiiragi (柊 つかさ, Hiiragi Tsukasa)
Seiyū: Mai Nakahara (CD drama), Kaori Fukuhara (anime)
Tsukasa és la germana bessona de na Kagami sent ella la més jove de les dues. Està a la mateixa classe que na Konata i na Miyuki. No és gens bona ni amb els estudis ni amb els esports però sí que ho és cuinant. Representa l'estereotip d'una persona amistosa i simpàtica però molt maldestre. Sempre l'estan comparant amb la seva germana que més bona que ella en moltes àrees, sovint té un gran dificultat per seguir una conversació complexa i sempre està copiant els deures a la seva germana gran.
Kagami Hiiragi (柊 かがみ, Hiiragi Kagami)
Seiyū: Ami Koshimizu (CD drama), Emiri Katō (anime)
Kagami és la germana bessona gran de les dues, també anomenada "Kagamin". En l'escola les seves notes són molt bones perquè estudia molt. A més va ésser la presidenta de classe el seu primer any. No va a la mateixa classe que na Konata o na Miyuki però sempre a l'hora de menjar les acompanya per no estar sola. A segon i a tercer tria humanitats per tal d'estar juntes però a ella la posen a una altra classe. A vegades és un poc egoista i flaqueja molt en la cuina (sobretot si la comparam amb la seva germana).
Kagami és de personalitat forta i intel·ligent però a vegades un poc massa tímida (una personalitat tsukkomi) encara que a vegades és tímida i emocional alhora pel que també té trets de tsundere. Com a na Konata li encanten els videojocs però no comparteixen els mateixos gustos. La seva altra passió són les novel·les lleugeres però se sent molt sola, ja que cap amiga seva comparteix aquesta afició.
Miyuki Takara (高良 みゆき, Takara Miyuki)
Seiyū: Erina Nakayama (CD drama), Aya Endo (anime)
Miyuki és una estudiant guapa, simpàtica i educada que prové d'una família adinerada. Sempre utilitza un japonès molt cortès sigui amb qui sigui que parli. Va ésser presidenta de classe del seu nivell el primer any, al mateix temps que es va fer molt amiga de na Kagami. Està a la mateixa classe que na Konata i na Tsukasa. Els seus companys de classe sempre confien en temes d'estudis a causa del fet que és la millor en la seva classe, a més sempre contesta amb respostes quasi enciclopèdiques.
Miyuki té una personalitat meganekko. La seva visió és menys de 0,1, encara que havia estat bona fins a l'escola de primària, quan ella comença a llegir a les fosques al seu llit. Li encanta llegir quasi tota mena d'obres menys les novel·les lleugeres. Té molta por al dentista però sovint hi va perquè té problemes amb les dents. Li encanta dormir i se'n va al llit a una hora molt primerenca. Quan rarament juga als videojocs, la seva personalitat canvia dràsticament.

## Mèdia

### Manga
La versió manga de Lucky ☆ Star començà en la revista japonesa Comptiq en gener del 2004, actualment segueix editant-se allà. Avui dia hi ha 4 Toms en manga, produïts per Kadokawa Shoten. El primer volum fou llançat el 8 de gener del 2005, el volum dos el 10 d'agost del 2005, el volum tres el 10 de juliol del 2006 i el darrer fins ara el 10 d'abril del 2007. A més de Comptiq, el manga també ha estat editat en altres publicacions com a Shōnen Ace,Newtype,CompAce, Dragon Magazine, Mobyle Newtype i Kadokawa Hotline.

### Videojocs

#### DS
Lucky ☆ Star Moe Drill (らき☆すた 萌えドリル, Raki ☆ Suta Moe Doriru) fou llançat l'1 de desembre del 2005 per a la Nintendo DS. Una versió limitada que contenia molts d'extres anomenada "DX Pack" també va ésser venuda amb el joc normal. Una seqüela nomenada Shin Lucky ☆ Star Moe Drill ~Tabidachi~ (真・らき☆すた 萌えドリル~旅立ち~, Shin Raki ☆ Suta Moe Doriru ~Tabidachi~) fou llançada el 24 de març del 2007.
El gènere del primer joc és "homework drills", el jugador ha de superar diverses proves i memoritzacions. L'objectiu principal dels jugadors és guanyar a l'altre jugador amb endevinalles o preguntes ràpides. També hi ha un "Drama ☆ Mode" on el jugador s'immisceix en un joc de mini-aventures gràfiques on l'objectiu és arribar fins a Akiharaba. Endevinalles matemàtiques i minijocs (cinc en total) apareixen en el joc pel camí.
Hi ha dos tipus diferents de jocs en primera persona: el "Hitasura ☆ Drill" i el "Drama ☆ Mode". El jugador pot connectar-se amb una altra persona, quan això ocorre, pot utilitzar el personatge que havia fet en el "Drama ☆ Mode" com un altre personatge més a escollir. A més, si el jugador vol utilitzar una habilitat especial contra el seu opositor mentre estiguin connectats, haurà de cridar pel micròfon el nom d'aquesta. Hi ha cinc tipus diferents de "drills". Una de les endevinalles nomenada "Ondoku" requereix que el jugador digui pel micròfon la resposta.

#### Play Station 2
Kadokawa Shoten produirà una novel·la visual per la Play Station 2 que surtirà al mercat del Japó el 29 de novembre del 2007.

### Anime
L'anime, produït per Kyoto Animation comença a emetre's el 8 d'abril del 2007 i durarà vint-i-quatre episodis. A partir del quart episodi el director va ser substituït. La raó que l'empresa donà fou: "La nostra companyia ha determinat que el director de Lucky Star— Yutaka Yamamoto — no ha aconseguit l'estàndard de director encara, per això hem canviat de director".

#### Opening i Endings
- Opening

"Motteke! Sailor Fuku" (もってけ！セーラーふく) per Aya Hirano, Emiri Katō, Kaori Fukuhara i Aya Endo.
- Ending

Els capítols de l'1 al 12 finalitzen amb les protagonistes en un karaoke on els personatges (principalment Konata) solen cantar cançons diverses d'anime de la dècada dels setanta o cançons de doramas.
| Episodi | Títol Original | Font Original | Interpretat por                                      |
| ------- | --- | --- | ---------------------------------------------------- |
| 01      | "Uchū Tetsujin Kyodain" (宇宙鉄人キョーダイン, Space Ironmen Brothers)                                                                    | Opening de Space Ironmen Kyodain | Konata (Aya Hirano)                                  |
| 02      | "Shōri da! Akumaizer 3" (勝利だ！アクマイザー3, It's a Victory! Akumaizer 3)                                                              | Opening de Akumaizer 3 | Konata (Aya Hirano)                                  |
| 03      | "Sore ga, Ai deshō" (それが、愛でしょう, That's Love, Right?)                                                                             | Opening de Full Metal Panic? Fumoffu!                                                                                                | Konata (Aya Hirano)                                  |
| 04      | "Sailor Fuku to Kikanjuu" (セーラー服と機関銃, Sailor Suit and Machine Gun)                                                               | Opening de Sailor Suit and Machine Gun                                                                                               | Kagami (Emiri Katō)                                  |
| 05      | "Cha-La Head-Cha-La" (チャラ・ヘッチャラ, Chara Hecchara)                                                                                 | Primer opening de Dragon Ball Z | Konata (Aya Hirano)                                  |
| 06      | "Valentine Day Kiss" (バレンタイデイキッス, Barentai Dei Kissu)                                                                           | Sencill amb la que debutà Kokusho Sayuri (1986)                                                                                      | Tsukasa (Kaori Fukuhara) & Konata (Aya Hirano)       |
| 07      | "Earthly Stars" (地上の星, Chijō no Hoshi)                                                                                                | Opening de la sèrie "Project X: Challengers"                                                                                         | Miyuki (Aya Endo)                                    |
| 08      | "Monkey Magic" (モンキーマジック, Monkī Majikku)                                                                                          | Opening del show televisiu Monkey | Konata (Aya Hirano)                                  |
| 09      | "Kogarashi Ni Dakarete" (木枯らしに抱かれて, Kogarashi Ni Dakarete)                                                                       | Per Kyoko Koizumi | Konata (Aya Hirano)                                  |
| 10      | "I'm Proud" (アイム・プラウド, Aimu Puraudo)                                                                                              | Sencill de Tomomi Kahala | Kagami (Emiri Katō)                                  |
| 11      | "La cançó d'en Doraemon" (ドラえもんのうた, Doraemon no Uta)                                                                              | Opening de Doraemon | Tsukasa (Kaori Fukuhara) & Miyuki (Aya Endo)         |
| 12      | "Ike! Goddoman" (行け！ゴッドマン, Go! Godman) "Makenaide" (負けないで, Don't Lose)                                                       | Opening de Yuke! Godman El senzill més venut de Zard                                                                                 | Konata (Aya Hirano) Totes les personatges principals |
| 13      | "El que he oblidat" (俺の忘れ物, Ore no Wasuremono)                                                                                       | Cançó original | Minoru Shiraishi                                     |
| 14      | "Sunny Sunny Fun" (ハレ晴レユカイ, Hare Hare Yukai)                                                                                       | Ending deLa Melancolia de Haruhi Suzumiya                                                                                            | Minoru Shiraishi                                     |
| 15      | "La llegenda Minoru d'amor" (恋のミノル伝説, Koi no Minoru Densetsu)                                                                      | Paròdia del primer opening de LA melancolia de Haruhi Suzumiya: "La llegenda Minoru d'amor" (恋のミクル伝説, Koi no Mikuru Densetsu) | Minoru Shiraishi                                     |
| 16      | "El cap dels anys trenta" (三十路岬, Misoji Misaki)                                                                                       | Cançó original | Akira Kogami (Hiromi Konno)                          |
| 17      | "Take It! Sailor Uniform" (Vague Sunshine ver.) (もってけ！セーラーふく (曖昧サンシャインver.), Motteke! Sērāfuku (Ai Mai Sanshain ver.)) | Paròdia de l'opening deLucky ☆ Star'                                                                                                 | Minoru Shiraishi                                     |
| 18      | "Kaorin's Theme" (かおりんのテーマ, Kaorin no Tēma)                                                                                       | Cançó original | Minoru Shiraishi                                     |